# Megacerops
Megacerops is een geslacht van uitgestorven onevenhoevige (hoefzoogdier) zoogdieren uit de familie Brontotheriidae, een groep neushoornachtige grazers, gerelateerd aan paarden. Het was endemisch voor Noord-Amerika tijdens het Boven-Eoceen (38-33,9 miljoen jaar geleden), dat ongeveer 4,1 miljoen jaar bestond. Voorheen heette dit geslacht Brontotherium, hetgeen 'donderbeest' betekent en deze naam had deze onevenhoevige gekregen naar aanleiding van een legende van de Sioux. Deze Indianen vonden zo nu en dan beenderen van Brontotherium die door erosie bloot waren gelegd. Ze dachten dat het botten waren van de 'donderpaarden' die over de wolken stampten en zo onweer veroorzaakten.

## Beschrijving
Megacerops leefde gedurende het Eoceen en Vroeg-Oligoceen in Noord-Amerika. Dit hoefdier had een lengte van 4,5 meter, een schouderhoogte van 2,5 meter en een gewicht van ongeveer vier ton, geschat door Gregory S. Paul. Megacerops had een kenmerkende, met huid bedekte knots op de neus, die bij mannelijke dieren groter was dan bij de wijfjes. Dit zou erop kunnen duiden dat het sociale dieren waren die kopstootgevechten leverden voor het recht op paring. De hoorn van Megacerops bestond uit twee delen die samen voor een Y-vorm zorgden en de hoorn bestond in tegenstelling tot die van neushoorns uit bot in plaats van uit hoorn. De hoorn speelde waarschijnlijk een belangrijke rol bij seksueel vertoon en bij verdediging tegen roofdieren. Megacerops leefde in grote kuddes en voedde zich met zachte bladeren en de eerste grassen, in plaats van harde vegetatie.
Ondanks dat hij op de neushoorn leek, was hij groter dan elke levende neushoorn: het levende dier benaderde gemakkelijk de grootte van de Afrikaanse bosolifant, het op twee na grootste landdier van dit moment. Het leek op een grote neushoorn, met een Y-vormig hoornachtig uitsteeksel op zijn neus, met stompe uiteinden. De ruggenwervels boven de schouders hadden extra lange doornuitstekels om de enorme nekspieren te ondersteunen die nodig zijn om de zware schedel te dragen. Mogelijk had het vlezige lippen en een lange tong, perfect voor het zorgvuldig selecteren van voedsel.

## Paleobiologie
Het skelet van een volwassen mannetje werd gevonden met gedeeltelijk genezen ribfracturen, wat de theorie ondersteunt dat deze hun 'hoorns' gebruikten om tegen elkaar te vechten. Geen enkel wezen dat in de tijd en het gebied van Megacerops leeft, behalve een andere Megacerops zou zo'n verwonding kunnen hebben toegebracht. De ademhalingsbewegingen verhinderden dat de fracturen volledig genazen. De volwassenen hebben mogelijk ook hun hoorns gebruikt om zichzelf en hun kalveren te verdedigen tegen roofdieren, zoals hyaenodonten, entelodonten, Bathornis of Nimravus.

## Vondsten
Fossielen werden ontdekt in de staten van de noordelijke vlaktes. Levensgrote modellen van Megacerops-gezinnen (mannelijk, vrouwelijk en jong) worden tentoongesteld in het James E. Martin Paleontological Research Laboratory, South Dakota School of Mines & Technology, en een andere set in het Canadian Museum of Nature. Veel overblijfselen zijn gevonden in South Dakota en Nebraska. In het verleden werden exemplaren na zware regenbuien gevonden door indianen van de Sioux-stammen. De Sioux noemden ze 'donderbeesten', een naam bewaard in de oude Griekse vertaling (brontè = donder; therion = beest). Veel van de skeletten gevonden door de Sioux behoorden tot kuddes die werden gedood door vulkaanuitbarstingen van de Rocky Mountains, die op dat moment vulkanisch zeer actief waren.

## Taxonomie
Megacerops, "groothoorngezicht", werd benoemd door Joseph Leidy (1870). Het soorttype is Megacerops coloradensis. Het werd subjectief gesynchroniseerd met Menodus door Clark en Beerbower (1967). Het werd toegewezen aan Brontotheriidae door Leidy (1870), Carroll (1988), Mader (1989) en Mader (1998). Volgens Mihlbachler en anderen, omvat Megacerops de soorten van de geslachten Menodus, Brontotherium, Brontops, Menops, Ateleodon en Oreinotherium.